# Зауструп
Зауструп (нем. Saustrup) — община в Германии, в земле Шлезвиг-Гольштейн. 
Входит в состав района Шлезвиг-Фленсбург. Подчиняется управлению Зюдербраруп.  Население составляет 213 человек (на 31 декабря 2010 года). Занимает площадь 8,14 км².